# Novelle colle labbra tinte
Novelle colle labbra tinte è una raccolta di racconti di Filippo Tommaso Marinetti, pubblicata originariamente nel 1930 dall'Arnoldo Mondadori Editore.
Il libro è diviso in due parti, Novelle simultanee e Programmi di vita con varianti a scelta; nella prima parte, il racconto Grande albergo del pericolo era già stato pubblicato in Scatole d'amore in conserva (1927); la seconda parte invece era stata completamente pubblicata nel 1922 (con variazioni), nel volume Gli amori futuristi. 
Si tratta della più importante e della meno incompleta raccolta di novelle di Marinetti. Nel 2003 è stata ripubblicata dall'editore Vallecchi.

## Iprogrammi di vita con varianti a scelta
Nella prefazione dell'autore (in realtà un vero e proprio manifesto, già pubblicato a parte), La simultaneità in letteratura, Marinetti rivendica di aver inventato 11 anni prima "i primi saggi di un nuovo genere letterario e divertimento spirituale": il Programma di Vita con variante a scelta, "proposta allegra, multiforme, drammatica e balzante di fatti da compiere". 
I programmi di vita hanno in effetti caratteristiche singolari: 
- sono narrati in seconda persona singolare, spesso al tempo futuro.
- hanno più finali, alternativi tra loro. Secondo Marinetti "questi Programmi di Vita con varianti a scelta furono imitati da alcuni autori di teatro in commedie che avevano due o tre finali a scelta" (ma lo stesso Marinetti in fondo non faceva che riprendere un espediente noto sin dal Settecento: vedi ad esempio Jacques il fatalista e il suo padrone di Denis Diderot).

IL TONO IMPERATIVO O CONSIGLIERE eccita il cervello del lettore ad una sua collaborazione creatrice e lo allena ad un massimo di elasticità. 
LA VARIANTE A SCELTA offre degli ironici e divertenti trampolini all'immaginazione, cosicché ogni più tetro fatto della vita liberato dal peso della logica e lanciato in alto apre necessariamente varchi di luce benefica nelle zone più buie dell'anima. (pag. XVII-XVIII)»

## Edizioni
- Filippo Tommaso Marinetti, Novelle colle labbra tinte, collana Caratteri del '900, Vallecchi, 2003,  p. 276.